# Салумяэ, Эрика Акселевна
Э́рика Аксе́левна Салумяэ (эст. Erika Salumäe; род. 11 июня 1962, Пярну) — советская и эстонская велогонщица (специализация: спринт), олимпийская чемпионка Сеула и Барселоны, чемпионка мира и 19-кратная рекордсменка мира. Заслуженный мастер спорта СССР (1987).

## Биография[3]

### Ранние годы
От Салумяэ отказалась при рождении её настоящая мать, и девочку отправили в детский дом города Эльва. В возрасте семи лет удочерили. Салумяэ обучалась в школе с гуманитарным уклоном, писала стихи и становилась призёром и победительницей литературных олимпиад. Занималась лёгкой атлетикой, баскетболом, конькобежным спортом. Чемпион Эстонской ССР. Параллельно ходила в музыкальную школу, однако к 18 годам предпочла музыкальной карьере спортивную. В 1980 году начала заниматься велоспортом: тренер Юри Кальмус предложил начать тренировки, сообщив о включении велоспорта в Олимпийские игры. Весной в Латвии прошли первые соревнования, на которых Салумяэ одержала свою первую победу.

### Профессиональная карьера
После победы в одном из первенств СССР в спринте, преследовании и групповой гонке Салумяэ встретилась с тренером Станиславом Соловьёвым, который предложил переехать в Таллин и заняться трековым велоспортом. Начала тренироваться с мужчинами (женщины тогда не занимались трековым велоспортом в Эстонии). Большую часть времени проводила в Москве, общаясь с тренером Владимиром Леоновым. Победа в первенстве СССР над Галиной Царёвой открыла Салумяэ путь на Универсиаду 1983 года — она впервые выехала за границу, установив там свой первый мировой рекорд и победив в спринте). В рамках первенств СССР выступала за таллинские команды «Калев» и «Динамо».
С 1987 по 1989 годы завоевала три золотые медали на международных соревнованиях: две на чемпионатах мира и одну на Олимпиаде в Сеуле. После такого успеха был некоторый период усталости, однако Салумяэ продолжила карьеру, выиграв второе олимпийское золото в Барселоне. Салумяэ могла не поехать на Олимпиаду в Барселоне из-за болезни (в течение двух месяцев она проходила курс лечения), однако слабость в скорости для спринтера была компенсирована тактическими ходами, что и принесло спортсменке олимпийское золото, первое для независимой Эстонии после распада СССР.
С годами состояние здоровья Салумяэ ухудшалось, перенесла семь операций, и немецкие врачи рекомендовали ей уйти из спорта, однако она ещё раньше дала обещание поучаствовать в Олимпиаде в Атланте, где заняла шестое место. Последней её наградой стала бронзовая медаль на чемпионате мира 1995 года. После Олимпиады завершила карьеру.

## После карьеры велогонщицы
С 2004 года — глава Эстонского союза школьного спорта. Дважды избиралась в Рийгикогу Эстонии (1999 год и 2007 год). За свою деятельность награждена орденом Эстонского Красного Креста. Является почётным членом Эстонского олимпийского комитета.
В 2008 году принимала участие в третьем сезоне эстонской версии передачи «Танцы со звёздами», где с партнёром заняла седьмое место среди восьми пар.

## Титулы
- Олимпийская чемпионка 1988 и 1992 годов[7]
- Чемпионка мира 1987 и 1989 годов
- Серебряный призёр чемпионатов мира 1984 и 1986 годов
- Бронзовый призёр чемпионата мира 1995
- Двукратная чемпионка Универсиады 1983 года
- 16-кратная чемпионка СССР
- 9-кратная обладательница титула лучшей спортсменки Эстонии[8]
- Побила 16 мировых рекордов

Вошла в составленный в 1999 году по результатам письменного и онлайн-голосования список 100 великих деятелей Эстонии XX века.

## Семья
Хобби — музыка и чтение. Есть дочь Сирли. Салумяэ проживает в Испании с 2010 года, занимается бизнесом. Написала автобиографию «Остаться в живых» (эст. Jääda ellu).

## В творчестве
В марте 2024 года было озвучено, что режиссёр Герман Голуб снимает художественный фильм о жизни Эрики Салумяэ.